# 赫弗
赫弗是德国下萨克森州的一个市镇。总面积21.87平方公里，总人口942人，其中男性488人，女性454人（2011年12月31日），人口密度43人/平方公里。